# 哈訥貝格錫彭河
51°13′18.589759″N 7°9′35.104179″E / 51.22183048861°N 7.15975116083°E
哈訥貝格錫彭河（德語：Hahnerberger Siepen），是德國的河流，位於該國西部，處於北萊茵-威斯特法倫州，處於伍珀塔爾，河道全長0.2公里，發源地海拔高度238米。